# Superman a Lois
Superman a Lois (v anglickém originále Superman & Lois) je americký dramatický televizní seriál, natočený na námět komiksu o Supermanovi od vydavatelství DC Comics. Jeho autory jsou Todd Helbing a Greg Berlanti. Vysílán je na stanici The CW od 23. února 2021. Superman a Lois vznikl jako spin-off seriálu Supergirl a je součástí franšízy a fikčního světa Arrowverse.

## Příběh
Clark Kent se se svou manželkou, novinářkou Lois Laneovou, a dospívajícími syny-dvojčaty, Jonathanem a Jordanem, vrátí z Metropolisu do Smallvillu, neboť cítí, že jeho rodina potřebuje změnu. V městečku uprostřed Kansasu, kde prožil dětství se svými adoptivními rodiči, se po dlouhé době setká se svou bývalou přítelkyní Lanou Langovou, jejím manželem Kylem Cushingem a dcerami Sarah a Sophie. Poklidné soužití ale naruší záhadný John Henry Irons, který utočí na Supermana, a také bohatý magnát Morgan Edge, jenž má se Smallvillem vlastní záměry.

## Obsazení
- Tyler Hoechlin (český dabing: Oldřich Hajlich) jako Kal-El / Clark Kent / Superman
- Elizabeth Tulloch (český dabing: Jolana Smyčková) jako Lois Laneová
- Jordan Elsass (český dabing: Jiří Köhler) jako Jonathan Kent
- Alexander Garfin (český dabing: Matěj Převrátil) jako Jordan Kent
- Erik Valdez (český dabing: Martin Písařík) jako Kyle Cushing
- Inde Navarrette (český dabing: Štěpánka Fingerhutová) jako Sarah Cushingová
- Wolé Parks (český dabing: Filip Tomsa) jako John Henry Irons
- Adam Rayner (český dabing: Svatopluk Schuller) jako Morgan Edge / Tal-Rho / Eradicator
- Dylan Walsh (český dabing: Marek Libert) jako generál Sam Lane
- Emmanuelle Chriqui (český dabing: Kateřina Lojdová) jako Lana Lang Cushingová

## Vysílání
| Řada | Díly | Zveřejnění v USA | Zveřejnění v USA | Premiéra v ČR | Premiéra v ČR  |
| Řada | Díly | První díl        | Poslední díl     | První díl     | Poslední díl   |
| ---- | ---- | ---------------- | ---------------- | ------------- | -------------- |
| 1    | 15   | 23. února 2021   | 17. srpna 2021   | 3. února 2022 | 23. února 2022 |
| 2    | 15   | 11. ledna 2022   | 21. června 2022  | bude oznámeno | bude oznámeno  |
| 3    | 13   | 14. března 2023  | 27. června 2023  | bude oznámeno | bude oznámeno  |
| 4    | 10   | 7. října 2024    | 2. prosince 2024 | bude oznámeno | bude oznámeno  |

Seriál Superman a Lois objednala stanice The CW dne 14. ledna 2020, o rok později byl v únoru 2021 zvýšen počet epizod v první řadě o dvě na 15. První díl seriálu měl premiéru 23. února 2021. V březnu 2021 oznámila stanice The CW, že seriál získá druhou řadu, jejíž úvodní díl měl premiéru v lednu 2022. Třetí série byla potvrzena v březnu 2022.

## Související seriály
Postavy Clarka Kenta a Lois Laneové v podání Tylera Hoechlina a Elizabeth Tulloch se ve franšíze Arrowverse objevily již dříve. Hoechlin coby Clark Kent debutoval v roce 2016 v seriálu Supergirl, Tulloch se jako Lois Laneová poprvé představila na konci roku 2018 v crossoveru „Elseworlds“.